# Mistrzostwa Świata w Hokeju na Lodzie Kobiet 2014/II Dywizja
Mistrzostwa Świata w Hokeju na Lodzie Kobiet II dywizji 2014 odbyły się w dwóch państwach: we Włoszech (Asiago) oraz na Islandii (Reykjavík). Zawody były rozegrane w dniach 6–12 kwietnia dla grupy A oraz 24–30 marca dla grupy B.
Turniej kwalifikacyjny odbył się w Meksyku.
W mistrzostwach świata drugiej dywizji uczestniczyło 12 zespołów, które podzielono na dwie grupy po 6 zespołów. Rozgrywały one mecze systemem każdy z każdym. Zwycięzca turnieju grupy A awansował do mistrzostw świata pierwszej dywizji grupy B w 2015 roku, ostatni zespół grupy A w 2015 roku będzie grał w grupie B, zastępując zwycięzcę turnieju grupy B. Najsłabsza drużyna grupy B spadła do kwalifikacji drugiej dywizji.
Hale, w których odbyły się zawody to:
- PalaOdegar (Asiago)
- Laugardalur Arena (Reykjavík)
- Mexico City Ice Dome (Meksyk)

## Grupa A
Wyniki
| 6 kwietnia 2014 | Korea Południowa | 2:1 pk. | Nowa Zelandia | PalaOdegar, Asiago |

| Szczegóły      | Szczegóły                                 | Szczegóły                 | Szczegóły              | Szczegóły                                 |
| -------------- | ----------------------------------------- | ------------------------- | ---------------------- | ----------------------------------------- |
| Godzina: 13:15 | Park J-A. (PP) 39:56 Choi J-Y. (SO) 65:00 | (0:1, 1:0, 0:0, 0:0, 1:0) | 19:58 (EQ) K. Langford | Widzów: 125 Sędzia główny: Arina Ustinowa |
| Godzina: 13:15 | 14 min. kar                               |                           | 14 min. kar            | Widzów: 125 Sędzia główny: Arina Ustinowa |

| 6 kwietnia 2014 | Australia | 2:6 | Wielka Brytania | PalaOdegar, Asiago |

| Szczegóły      | Szczegóły                                   | Szczegóły       | Szczegóły | Szczegóły                                  |
| -------------- | ------------------------------------------- | --------------- | --- | ------------------------------------------ |
| Godzina: 16:45 | S. Green (PP) 03:05 A. del Basso (EQ) 45:07 | (1:2, 0:2, 1:2) | 00:43 (EQ) N. Aldridge 17:08 (EQ) K. Gale 30:29 (PP) A. Lamb 37:53 (EQ) L. Ganney 43:35 (EQ) J-L. Bloom 55:16 (EQ) G. Farman | Widzów: 250 Sędzia główny: Miyuki Nakayama |
| Godzina: 16:45 | 8 min. kar                                  |                 | 8 min. kar | Widzów: 250 Sędzia główny: Miyuki Nakayama |

| 6 kwietnia 2014 | Włochy | 5:2 | Polska | PalaOdegar, Asiago |

| Szczegóły      | Szczegóły | Szczegóły       | Szczegóły                                     | Szczegóły                                  |
| -------------- | --- | --------------- | --------------------------------------------- | ------------------------------------------ |
| Godzina: 20:30 | F. Zandegiacomo (EQ) 01:17 B. Larger (EQ) 09:43 E. Dalpra (EQ) 13:07 A. de Divonne (PP) 19:10 V. Bettarini (PP) 46:30 | (4:1, 0:1, 1:0) | 15:20 (PP) S. Bielas 31:04 (PP) I. Malinowska | Widzów: 400 Sędzia główny: Michaela Kiefer |
| Godzina: 20:30 | 8 min. kar |                 | 14 min. kar                                   | Widzów: 400 Sędzia główny: Michaela Kiefer |

| 7 kwietnia 2013 | Wielka Brytania | 2:0 | Nowa Zelandia | PalaOdegar, Asiago |

| Szczegóły      | Szczegóły                                  | Szczegóły       | Szczegóły  | Szczegóły                                  |
| -------------- | ------------------------------------------ | --------------- | ---------- | ------------------------------------------ |
| Godzina: 13:15 | L. Durnell (EQ) 30:06 L. Ganney (EQ) 57:47 | (0:0, 1:0, 1:0) |            | Widzów: 150 Sędzia główny: Michaela Kiefer |
| Godzina: 13:15 | 8 min. kar                                 |                 | 2 min. kar | Widzów: 150 Sędzia główny: Michaela Kiefer |

| 7 kwietnia 2013 | Polska | 2:3 pk. | Korea Południowa | PalaOdegar, Asiago |

| Szczegóły      | Szczegóły                                   | Szczegóły                 | Szczegóły                                                    | Szczegóły                                   |
| -------------- | ------------------------------------------- | ------------------------- | ------------------------------------------------------------ | ------------------------------------------- |
| Godzina: 16:45 | M. Czaplik (EQ) 00:25 M. Czaplik (PP) 23:45 | (1:1, 1:0, 0:1, 0:0, 0:1) | 15:01 (EQ) Ahn K-Y. 44:07 (PP) Lee K-S. 65:00 (SO) Park J-A. | Widzów: 110 Sędzia główny: Zuzana Findurova |
| Godzina: 16:45 | 6 min. kar                                  |                           | 10 min. kar                                                  | Widzów: 110 Sędzia główny: Zuzana Findurova |

| 7 kwietnia 2013 | Włochy | 6:2 | Australia | PalaOdegar, Asiago |

| Szczegóły      | Szczegóły | Szczegóły       | Szczegóły                                  | Szczegóły                                 |
| -------------- | --- | --------------- | ------------------------------------------ | ----------------------------------------- |
| Godzina: 20:30 | A. de Divonne (PP) 02:09 H. Elliscasis (EQ) 11:10 B. Larger (PS) 18:01 E. Dalpra (SH) 39:51 E. Dalpra (EQ) 45:31 F. Zandegiacomo (EQ) 57:10 | (3:1, 1:1, 2:0) | 02:36 (EQ) S. Crompton 31:34 (PP) S. Green | Widzów: 400 Sędzia główny: Arina Ustinowa |
| Godzina: 20:30 | 8 min. kar |                 | 10 min. kar                                | Widzów: 400 Sędzia główny: Arina Ustinowa |

| 9 kwietnia 2013 | Wielka Brytania | 1:4 | Polska | PalaOdegar, Asiago |

| Szczegóły      | Szczegóły          | Szczegóły       | Szczegóły                                                                                   | Szczegóły                                  |
| -------------- | ------------------ | --------------- | ------------------------------------------------------------------------------------------- | ------------------------------------------ |
| Godzina: 13:15 | K. Gale (EQ) 01:38 | (1:3, 0:0, 0:1) | 04:13 (SH) K. Późniewska 05:47 (PP) A. Pióro 13:22 (EQ) M. Czaplik 52:16 (EQ) K. Późniewska | Widzów: 120 Sędzia główny: Michaela Kiefer |
| Godzina: 13:15 | 8 min. kar         |                 | 14 min. kar                                                                                 | Widzów: 120 Sędzia główny: Michaela Kiefer |

| 9 kwietnia 2013 | Australia | 3:2 | Nowa Zelandia | PalaOdegar, Asiago |

| Szczegóły      | Szczegóły                                                         | Szczegóły       | Szczegóły                                 | Szczegóły                                   |
| -------------- | ----------------------------------------------------------------- | --------------- | ----------------------------------------- | ------------------------------------------- |
| Godzina: 16:45 | K. Tihema (SH) 24:03 A. del Basso (EQ) 26:07 R. Padjen (EQ) 45:33 | (0:1, 2:0, 1:1) | 10:27 (EQ) T. Tissink 57:53 (EQ) C. Heale | Widzów: 150 Sędzia główny: Zuzana Findurova |
| Godzina: 16:45 | 12 min. kar                                                       |                 | 10 min. kar                               | Widzów: 150 Sędzia główny: Zuzana Findurova |

| 9 kwietnia 2013 | Włochy | 3:1 | Korea Południowa | PalaOdegar, Asiago |

| Szczegóły      | Szczegóły                                                           | Szczegóły       | Szczegóły           | Szczegóły                                  |
| -------------- | ------------------------------------------------------------------- | --------------- | ------------------- | ------------------------------------------ |
| Godzina: 20:30 | H. Elliscasis (EQ) 01:07 C. Saletta (EQ) 03:23 E. Dalpra (EQ) 33:42 | (2:1, 1:0, 0:0) | 13:11 (SH) Lee Y-J. | Widzów: 380 Sędzia główny: Miyuki Nakayama |
| Godzina: 20:30 | 6 min. kar                                                          |                 | 6 min. kar          | Widzów: 380 Sędzia główny: Miyuki Nakayama |

| 10 kwietnia 2013 | Polska | 7:5 | Australia | PalaOdegar, Asiago |

| Szczegóły      | Szczegóły | Szczegóły       | Szczegóły                                                                                              | Szczegóły                                 |
| -------------- | --- | --------------- | --- | ----------------------------------------- |
| Godzina: 13:15 | K. Późniewska (EQ) 03:20 M. Czaplik (PP) 16:48 K. Późniewska (EQ) 19:09 M. Bigos (EQ) 35:10 M. Czaplik (EQ) 40:51 K. Chrapek (EQ) 55:23 K. Chrapek (EN) 58:04 | (3:1, 1:2, 3:2) | 18:31 (EQ) K. Tihema 33:25 (PP) S. Green 38:01 (EQ) T. Hocutt 44:28 (PP) T. Hocutt 59:04 (EQ) S. Green | Widzów: 100 Sędzia główny: Arina Ustinowa |
| Godzina: 13:15 | 18 min. kar |                 | 20 min. kar                                                                                            | Widzów: 100 Sędzia główny: Arina Ustinowa |

| 10 kwietnia 2013 | Korea Południowa | 1:3 | Wielka Brytania | PalaOdegar, Asiago |

| Szczegóły      | Szczegóły          | Szczegóły       | Szczegóły                                                        | Szczegóły                                  |
| -------------- | ------------------ | --------------- | ---------------------------------------------------------------- | ------------------------------------------ |
| Godzina: 16:45 | Ho S-S. (EQ) 58:33 | (0:0, 0:0, 1:3) | 40:34 (EQ) G. Farman 52:36 (EQ) L. Ganney 53:03 (EQ) N. Aldridge | Widzów: 150 Sędzia główny: Miyuki Nakayama |
| Godzina: 16:45 | 4 min. kar         |                 | 4 min. kar                                                       | Widzów: 150 Sędzia główny: Miyuki Nakayama |

| 10 kwietnia 2013 | Nowa Zelandia | 0:5 | Włochy | PalaOdegar, Asiago |

| Szczegóły      | Szczegóły   | Szczegóły       | Szczegóły | Szczegóły                                   |
| -------------- | ----------- | --------------- | --- | ------------------------------------------- |
| Godzina: 20:30 |             | (0:2, 0:2, 0:1) | 11:22 (EQ) H. Elliscasis 14:10 (EA) E. Dalpra 24:45 (EQ) C. Saletta 29:51 (EQ) C. Saletta 57:10 (PP) G. Battisti | Widzów: 500 Sędzia główny: Zuzana Findurova |
| Godzina: 20:30 | 18 min. kar |                 | 8 min. kar | Widzów: 500 Sędzia główny: Zuzana Findurova |

| 12 kwietnia 2013 | Australia | 1:2 | Korea Południowa | PalaOdegar, Asiago |

| Szczegóły      | Szczegóły             | Szczegóły       | Szczegóły                               | Szczegóły                                 |
| -------------- | --------------------- | --------------- | --------------------------------------- | ----------------------------------------- |
| Godzina: 13:15 | S. Lehmann (EQ) 06:53 | (1:0, 0:0, 0:2) | 46:58 (EQ) Ahn K-Y. 54:46 (EQ) Han S-J. | Widzów: 200 Sędzia główny: Arina Ustinowa |
| Godzina: 13:15 | 14 min. kar           |                 | 6 min. kar                              | Widzów: 200 Sędzia główny: Arina Ustinowa |

| 12 kwietnia 2013 | Nowa Zelandia | 4:3 | Polska | PalaOdegar, Asiago |

| Szczegóły      | Szczegóły                                                                                          | Szczegóły       | Szczegóły                                                         | Szczegóły                                  |
| -------------- | -------------------------------------------------------------------------------------------------- | --------------- | ----------------------------------------------------------------- | ------------------------------------------ |
| Godzina: 16:45 | S. de la Barra (EQ) 39:15 K. Woodyear-Smith (EQ) 41:21 A. Thakker (EQ) 53:35 A. Thakker (PP) 57:53 | (0:1, 1:1, 3:1) | 16:38 (EQ) K. Wieczorek 35:52 (PP) P. Sfora 55:04 (PP) M. Czaplik | Widzów: 150 Sędzia główny: Michaela Kiefer |
| Godzina: 16:45 | 26 min. kar                                                                                        |                 | 8 min. kar                                                        | Widzów: 150 Sędzia główny: Michaela Kiefer |

| 12 kwietnia 2013 | Wielka Brytania | 0:1 pk. | Włochy | PalaOdegar, Asiago |

| Szczegóły      | Szczegóły | Szczegóły                 | Szczegóły            | Szczegóły                                   |
| -------------- | --------- | ------------------------- | -------------------- | ------------------------------------------- |
| Godzina: 20:30 |           | (0:0, 0:0, 0:0, 0:0, 0:1) | 65:00 (SO) B. Larger | Widzów: 1700 Sędzia główny: Miyuki Nakayama |
| Godzina: 20:30 | min. kar  |                           | min. kar             | Widzów: 1700 Sędzia główny: Miyuki Nakayama |

Tabela
| Lp | Zespół           | M | Z | Zd | Pd | P | G+ | G- | +/- | Pkt |
| -- | ---------------- | - | - | -- | -- | - | -- | -- | --- | --- |
| 1  | Włochy           | 5 | 4 | 1  | 0  | 0 | 20 | 5  | +15 | 14  |
| 2  | Wielka Brytania  | 5 | 3 | 0  | 1  | 1 | 12 | 8  | +4  | 10  |
| 3  | Korea Południowa | 5 | 1 | 2  | 0  | 2 | 9  | 10 | -1  | 7   |
| 4  | Polska           | 5 | 2 | 0  | 1  | 2 | 18 | 18 | 0   | 7   |
| 5  | Nowa Zelandia    | 5 | 1 | 0  | 1  | 3 | 7  | 15 | -8  | 4   |
| 6  | Australia        | 5 | 1 | 0  | 0  | 4 | 13 | 23 | -10 | 3   |

      = awans do I dywizji, grupa B       = pozostanie w II dywizji, grupy A       = spadek do II dywizji, grupy B
Statystyki indywidualne
- Klasyfikacja strzelców:  Magdalena Czaplik – 7 goli
- Klasyfikacja asystentów:  Karolina Późniewska – 7 asyst
- Klasyfikacja kanadyjska:  Karolina Późniewska – 11 punktów
- Klasyfikacja skuteczności interwencji bramkarzy:  Nicole Jackson – 97.32%[2]

Nagrody indywidualne
Dyrektoriat turnieju wybrał trójkę najlepszych zawodników na każdej pozycji:
- Bramkarz:  Shin So-jung
- Obrońca:  Valentina Bettarini
- Napastnik:  Karolina Późniewska

## Grupa B
Wyniki
| 24 marca 2014 | Hiszpania | 5:0 | Belgia | Laugardalur Arena, Reykjavík |

| Szczegóły      | Szczegóły                                                                                            | Szczegóły       | Szczegóły   | Szczegóły                                 |
| -------------- | --- | --------------- | ----------- | ----------------------------------------- |
| Godzina: 13:00 | A. Ucedo (EQ) 00:40 A. Ucedo (EQ) 21:44 V. Muñoz (EQ) 29:54 A. Merino (EQ) 41:34 A. Ucedo (EQ) 52:18 | (1:0, 2:0, 2:0) |             | Widzów: 78 Sędzia główny: Deana Cuglietta |
| Godzina: 13:00 | 2 min. kar                                                                                           |                 | 10 min. kar | Widzów: 78 Sędzia główny: Deana Cuglietta |

| 24 marca 2014 | Chorwacja | 3:2 | Słowenia | Laugardalur Arena, Reykjavík |

| Szczegóły      | Szczegóły                                                                        | Szczegóły       | Szczegóły                                    | Szczegóły                                   |
| -------------- | -------------------------------------------------------------------------------- | --------------- | -------------------------------------------- | ------------------------------------------- |
| Godzina: 16:30 | D. Kruselj Posaveć (EQ) 30:34 D. Kruselj Posaveć (EQ) 39:30 M. Klanac (EQ) 49:08 | (0:0, 2:1, 1:1) | 20:41 (EQ) U. Pazlar 42:19 (EQ) N. Vakaričič | Widzów: 114 Sędzia główny: Katarina Timglas |
| Godzina: 16:30 | 2 min. kar                                                                       |                 | 8 min. kar                                   | Widzów: 114 Sędzia główny: Katarina Timglas |

| 24 marca 2014 | Turcja | 2:3 | Islandia | Laugardalur Arena, Reykjavík |

| Szczegóły      | Szczegóły                              | Szczegóły       | Szczegóły                                                                             | Szczegóły                                   |
| -------------- | -------------------------------------- | --------------- | ------------------------------------------------------------------------------------- | ------------------------------------------- |
| Godzina: 20:00 | T. Dokur (PP) 44:35 F. Yurt (PP) 47:43 | (0:0, 0:2, 2:1) | 27:40 (PP) S. Shantz-Smiley 28:44 (PP) A. Ágústsdóttir 51:38 (EQ) S. Sigurgeirsdóttir | Widzów: 358 Sędzia główny: Ulrike Winklmayr |
| Godzina: 20:00 | 10 min. kar                            |                 | 16 min. kar                                                                           | Widzów: 358 Sędzia główny: Ulrike Winklmayr |

| 25 marca 2014 | Hiszpania | 5:7 | Chorwacja | Laugardalur Arena, Reykjavík |

| Szczegóły      | Szczegóły | Szczegóły       | Szczegóły | Szczegóły                                   |
| -------------- | --- | --------------- | --- | ------------------------------------------- |
| Godzina: 13:00 | V. Abrisqueta (EQ) 07:51 A. Calero (EQ) 11:00 L. Ortuño (PP) 37:57 V. Abrisqueta (EQ) 40:28 M. Gurrea (EQ) 54:24 | (2:2, 1:3, 2:2) | 07:05 (PP) E. Filipec 14:17 (EQ) M. Smolec 22:05 (PP) D. Kruselj Posaveć 35:02 (PP) A. Kadijević 39:36 (EQ) D. Kruselj Posaveć 54:52 (EQ) A. Kadijević 59:53 (PP, ENG) D. Kruselj Posaveć | Widzów: 107 Sędzia główny: Ulrike Winklmayr |
| Godzina: 13:00 | 10 min. kar |                 | 8 min. kar | Widzów: 107 Sędzia główny: Ulrike Winklmayr |

| 25 marca 2014 | Belgia | 2:1 pd. | Turcja | Laugardalur Arena, Reykjavík |

| Szczegóły      | Szczegóły                                 | Szczegóły            | Szczegóły            | Szczegóły                              |
| -------------- | ----------------------------------------- | -------------------- | -------------------- | -------------------------------------- |
| Godzina: 16:30 | S. Frere (EQ) 48:54 R. de Wolf (EQ) 63:28 | (0:0, 0:0, 1:1, 1:0) | 41:00 (EQ) B. Taygar | Widzów: 132 Sędzia główny: Henna Aberg |
| Godzina: 16:30 | 6 min. kar                                |                      | 6 min. kar           | Widzów: 132 Sędzia główny: Henna Aberg |

| 25 marca 2014 | Słowenia | 5:2 | Islandia | Laugardalur Arena, Reykjavík |

| Szczegóły      | Szczegóły | Szczegóły       | Szczegóły                                                        | Szczegóły                                  |
| -------------- | --- | --------------- | ---------------------------------------------------------------- | ------------------------------------------ |
| Godzina: 20:00 | N. Vakaričič (PP) 04:41 S. Confidenti (EQ) 32:57 P. Pren (EQ) 41:28 S. Confidenti (EQ) 50:42 T. Lepir (PP) 59:16 | (1:1, 1:0, 3:1) | 02:51 (EQ) L. Sveinsdóttir 59:52 (EQ) H. Einarsdóttir-Thorlacius | Widzów: 249 Sędzia główny: Deana Cuglietta |
| Godzina: 20:00 | 12 min. kar |                 | 8 min. kar                                                       | Widzów: 249 Sędzia główny: Deana Cuglietta |

| 27 marca 2014 | Słowenia | 4:0 | Belgia | Laugardalur Arena, Reykjavík |

| Szczegóły      | Szczegóły                                                                         | Szczegóły       | Szczegóły  | Szczegóły                                   |
| -------------- | --------------------------------------------------------------------------------- | --------------- | ---------- | ------------------------------------------- |
| Godzina: 13:00 | T. Lepir (EQ) 24:19 M. Duh (PP) 29:22 P. Pren (EQ) 43:37 S. Confidenti (PP) 43:37 | (0:0, 2:0, 2:0) |            | Widzów: 112 Sędzia główny: Ulrike Winklmayr |
| Godzina: 13:00 | 4 min. kar                                                                        |                 | 8 min. kar | Widzów: 112 Sędzia główny: Ulrike Winklmayr |

| 27 marca 2014 | Hiszpania | 6:3 | Turcja | Laugardalur Arena, Reykjavík |

| Szczegóły      | Szczegóły | Szczegóły       | Szczegóły                                                     | Szczegóły                                   |
| -------------- | --- | --------------- | ------------------------------------------------------------- | ------------------------------------------- |
| Godzina: 16:30 | V. Muñoz (EQ) 12:52 L. Ortuño (EQ) 28:01 A. Merino (EQ) 29:03 M. Gurrea (PP) 46:05 V. Ibañez (PP) 53:48 V. Muñoz (EQ) 54:03 | (1:0, 2:2, 3:1) | 20:55 (EQ) T. Dokur 30:57 (EQ) B. Turanal 44:43 (EQ) T. Dokur | Widzów: 147 Sędzia główny: Katarina Timglas |
| Godzina: 16:30 | 6 min. kar |                 | 8 min. kar                                                    | Widzów: 147 Sędzia główny: Katarina Timglas |

| 27 marca 2014 | Chorwacja | 3:0 | Islandia | Laugardalur Arena, Reykjavík |

| Szczegóły      | Szczegóły                                                                       | Szczegóły       | Szczegóły   | Szczegóły                              |
| -------------- | ------------------------------------------------------------------------------- | --------------- | ----------- | -------------------------------------- |
| Godzina: 20:00 | D. Kruselj Posaveć (PP) 33:39 D. Kruselj Posaveć (EQ) 46:28 T. Delic (EQ) 56:35 | (0:0, 1:0, 2:0) |             | Widzów: 157 Sędzia główny: Henna Aberg |
| Godzina: 20:00 | 6 min. kar                                                                      |                 | 18 min. kar | Widzów: 157 Sędzia główny: Henna Aberg |

| 28 marca 2014 | Turcja | 1:8 | Słowenia | Laugardalur Arena, Reykjavík |

| Szczegóły      | Szczegóły           | Szczegóły       | Szczegóły | Szczegóły                              |
| -------------- | ------------------- | --------------- | --- | -------------------------------------- |
| Godzina: 13:00 | T. Dokur (EQ) 57:15 | (0:4, 0:2, 1:2) | 01:34 (EQ) S. Confidenti 11:33 (EQ) T. Lepir 15:50 (EQ) P. Beribak 17:32 (EQ) S. Confidenti 26:10 (EQ) T. Lahajnar 34:30 (EQ) T. Lahajnar 47:02 (PP) N. Vakaričič 55:42 (EQ) P. Usnik | Widzów: 103 Sędzia główny: Henna Aberg |
| Godzina: 13:00 | 8 min. kar          |                 | 4 min. kar | Widzów: 103 Sędzia główny: Henna Aberg |

| 28 marca 2014 | Belgia | 0:8 | Chorwacja | Laugardalur Arena, Reykjavík |

| Szczegóły      | Szczegóły   | Szczegóły       | Szczegóły | Szczegóły                                   |
| -------------- | ----------- | --------------- | --- | ------------------------------------------- |
| Godzina: 16:30 |             | (0:4, 0:2, 0:2) | 01:24 (EQ) E. Filipec 05:36 (EQ) E. Filipec 13:02 (PP) E. Filipec 13:54 (EQ) A. Širanović 25:34 (PP) A. Kadijević 37:50 (PP) D. Kruselj Posaveć 50:11 (PP) D. Kruselj Posaveć 52:55 (EQ) M. Smolec | Widzów: 174 Sędzia główny: Katarina Timglas |
| Godzina: 16:30 | 14 min. kar |                 | 2 min. kar | Widzów: 174 Sędzia główny: Katarina Timglas |

| 28 marca 2014 | Islandia | 0:3 | Hiszpania | Laugardalur Arena, Reykjavík |

| Szczegóły      | Szczegóły   | Szczegóły       | Szczegóły                                                     | Szczegóły                                  |
| -------------- | ----------- | --------------- | ------------------------------------------------------------- | ------------------------------------------ |
| Godzina: 20:00 |             | (0:1, 0:1, 0:1) | 08:57 (EQ) M. Gurrea 30:01 (EQ) V. Muñoz 58:18 (PP) A. Calero | Widzów: 178 Sędzia główny: Deana Cuglietta |
| Godzina: 20:00 | 10 min. kar |                 | 14 min. kar                                                   | Widzów: 178 Sędzia główny: Deana Cuglietta |

| 30 marca 2014 | Chorwacja | 5:1 | Turcja | Laugardalur Arena, Reykjavík |

| Szczegóły      | Szczegóły | Szczegóły       | Szczegóły            | Szczegóły                                   |
| -------------- | --- | --------------- | -------------------- | ------------------------------------------- |
| Godzina: 13:00 | D. Kruselj Posaveć (EQ) 06:45 D. Kruselj Posaveć (EQ) 18:12 M. Smolec (EQ) 19:44 V. Gurka (EQ)33:05 N. Matic (EQ) 43:55 | (3:0, 1:1, 1:0) | 32:07 (EQ) B. Taygar | Widzów: 123 Sędzia główny: Ulrike Winklmayr |
| Godzina: 13:00 | 4 min. kar |                 | 4 min. kar           | Widzów: 123 Sędzia główny: Ulrike Winklmayr |

| 30 marca 2014 | Słowenia | 5:3 | Hiszpania | Laugardalur Arena, Reykjavík |

| Szczegóły      | Szczegóły                                                                                                | Szczegóły       | Szczegóły                                                           | Szczegóły                              |
| -------------- | --- | --------------- | ------------------------------------------------------------------- | -------------------------------------- |
| Godzina: 16:30 | I. Kraner (EQ) 16:35 T. Lahajnar (EQ) 17:15 T. Lepir (EQ) 27:53 I. Kraner (EQ) 30:27 T. Lepir (PP) 35:52 | (2:2, 3:0, 0:1) | 07:02 (PP) V. Abrisqueta 11:21 (EQ) E. Marques 50:58 (EQ) L. Ortuño | Widzów: 124 Sędzia główny: Henna Aberg |
| Godzina: 16:30 | 6 min. kar                                                                                               |                 | 6 min. kar                                                          | Widzów: 124 Sędzia główny: Henna Aberg |

| 30 marca 2014 | Islandia | 3:1 | Belgia | Laugardalur Arena, Reykjavík |

| Szczegóły      | Szczegóły                                                                              | Szczegóły       | Szczegóły                        | Szczegóły                                   |
| -------------- | -------------------------------------------------------------------------------------- | --------------- | -------------------------------- | ------------------------------------------- |
| Godzina: 20:00 | S. Sigurgeirsdóttir (EQ) 21:20 L. Sveinsdóttir(EQ) 30:09 J. Gudbjartsdottir (EQ) 59:08 | (0:0, 2:0, 1:1) | 54:55 (EQ) S. Morel de Westgaver | Widzów: 309 Sędzia główny: Katarina Timglas |
| Godzina: 20:00 | 4 min. kar                                                                             |                 | 6 min. kar                       | Widzów: 309 Sędzia główny: Katarina Timglas |

Tabela
| Lp | Zespół    | M | Z | Zd | Pd | P | G+ | G- | +/- | Pkt |
| -- | --------- | - | - | -- | -- | - | -- | -- | --- | --- |
| 1  | Chorwacja | 5 | 5 | 0  | 0  | 0 | 26 | 8  | +18 | 15  |
| 2  | Słowenia  | 5 | 4 | 0  | 0  | 1 | 24 | 9  | +15 | 12  |
| 3  | Hiszpania | 5 | 3 | 0  | 0  | 2 | 22 | 15 | +7  | 9   |
| 4  | Islandia  | 5 | 2 | 0  | 0  | 3 | 8  | 14 | -6  | 6   |
| 5  | Belgia    | 5 | 0 | 1  | 0  | 4 | 3  | 21 | -18 | 2   |
| 6  | Turcja    | 5 | 0 | 0  | 1  | 4 | 8  | 24 | -16 | 1   |

      = awans do II dywizji, grupa A       = pozostanie w II dywizji, grupy B       = spadek do kwalifikacji II dywizji
Statystyki indywidualne
- Klasyfikacja strzelców:  Diana Kruselj Posaveć – 11 goli
- Klasyfikacja asystentów:  Pia Pren – 10 asyst
- Klasyfikacja kanadyjska:  Diana Kruselj Posaveć – 18 punktów
- Klasyfikacja skuteczności interwencji bramkarzy:  Ines Confidenti – 91.49%[5]

Nagrody indywidualne
Dyrektoriat turnieju wybrał trójkę najlepszych zawodników na każdej pozycji:
- Bramkarz:  Sera Doğramacı
- Obrońca:  Diana Kruselj Posaveć
- Napastnik:  Pia Pren

## Kwalifikacje – Grupa B
Wyniki
| 19 marca 2014 | Hongkong | 2:5 | Południowa Afryka | Mexico City Ice Dome, Meksyk |

| Godzina: 16:30 |  | (1:1, 1:3, 0:1) |  |  |

| 19 marca 2014 | Bułgaria | 2:12 | Meksyk | Mexico City Ice Dome, Meksyk |

| Godzina: 19:30 |  | (1:5, 1:2, 0:5) |  |  |

| 21 marca 2014 | Bułgaria | 4:2 | Hongkong | Mexico City Ice Dome, Meksyk |

| Godzina: 16:30 |  | (1:0, 2:1, 1:1) |  |  |

| 21 marca 2014 | Południowa Afryka | 0:5 | Meksyk | Mexico City Ice Dome, Meksyk |

| Godzina: 19:30 |  | (0:4, 0:1, 0:0) |  |  |

| 22 marca 2014 | Południowa Afryka | 2:1 pd. | Bułgaria | Mexico City Ice Dome, Meksyk |

| Godzina: 16:30 |  | (0:0, 1:1, 0:0, 1:0) |  |  |

| 22 marca 2014 | Meksyk | 1:0 | Hongkong | Mexico City Ice Dome, Meksyk |

| Godzina: 19:30 |  | (1:0, 0:0, 0:0) |  |  |

Tabela
| Lp | Zespół            | M | Z | Zd | Pd | P | G+ | G- | +/- | Pkt |
| -- | ----------------- | - | - | -- | -- | - | -- | -- | --- | --- |
| 1  | Meksyk            | 3 | 3 | 0  | 0  | 0 | 18 | 2  | +16 | 9   |
| 2  | Południowa Afryka | 3 | 1 | 1  | 0  | 1 | 7  | 8  | -1  | 5   |
| 3  | Bułgaria          | 3 | 1 | 0  | 1  | 1 | 7  | 16 | -9  | 4   |
| 4  | Hongkong          | 3 | 0 | 0  | 0  | 3 | 4  | 10 | -6  | 0   |

      = awans do II dywizji, grupa B